# Ordre de bataille confédéré de Chancellorsville
Les unités et commandants suivants de l'armée des États confédérés ont combattu lors de la bataille de Chancellorsville en Virginie, qui a duré du 30 avril au 6 mai 1863, pendant la guerre de Sécession. L'ordre de bataille unioniste est indiqué séparément. L'ordre de bataille est compilé à partir de l'organisation de l'armée au cours de la campagne, le décompte des victimes et les rapports.

## Abréviations utilisées

### Grade militaire
- Général
- Lieutenant général
- Major général
- Brigadier général
- Colonel
- Lieutenant-colonel
- Commandant
- Capitaine
- Premier lieutenant

### Autre
- (b) = blessé
- mb = mortellement blessé
- † = tué
- (PDG) = capturé

## Armée de Virginie du Nord
GénéralRobert E. Lee

### Premier corps
GénéralRobert E. Lee
Chef de l'artillerie:  Colonel James B. Walton
| Division                                              | Brigade                                                                                            | Régiments et autres |
| ----------------------------------------------------- | -------------------------------------------------------------------------------------------------- | --- |
| Division de McLaws Major général Lafayette McLaws     | Brigade de Wofford Brigadier général William T. Wofford                                            | - 16th Georgia : Colonel Goode Bryan - 18th Georgia : Colonel Solon Z. Ruff - 24th Georgia : Colonel Robert McMillan - Légion de Cobb (Géorgie) : Lieutenant-colonel Luther J. Glenn - Légion de Phillips (Géorgie) : Lieutenant-colonel Elihu S. Barclay, Jr. |
| Division de McLaws Major général Lafayette McLaws     | Brigade de Semmes Brigadier général Paul J. Semmes                                                 | - 10th Georgia : Lieutenant-colonel Willis C. Holt - 50th Georgia : Lieutenant-colonel Francis Kearse - 51st Georgia : Colonel William M. Slaughter (mb), Lieutenant-colonel Edward Ball (b), Commandant Oliver P. Anthony - 53rd Georgia : Colonel James P. Simms |
| Division de McLaws Major général Lafayette McLaws     | Brigade de Kershaw Brigadier général Joseph B. Kershaw                                             | - 2nd South Carolina : Colonel John D. Kennedy - 3rd South Carolina : Commandant Robert C. Maffett - 7th South Carolina : Colonel Elbert Bland - 8th South Carolina : Colonel John W. Henagan - 15th South Carolina: Lieutenant-colonel Joseph F. Gist - 3rd South Carolina Battalion : Lieutenant-colonel William G. Rice                                                                          |
| Division de McLaws Major général Lafayette McLaws     | Brigade de Barksdale Brigadier général William Barksdale                                           | - 13th Mississippi : Colonel James W. Carter - 17th Mississippi : Colonel William D. Holder - 18th Mississippi : Colonel Thomas M. Griffin (PDG) - 21st Mississippi : Colonel Benjamin G. Humphreys |
| Division de McLaws Major général Lafayette McLaws     | Bataillon d'artillerie de Cabell Colonel Henry C. Cabell Commandant Samuel P. Hamilton             | - Batterie de Carlton (Géorgie) : Capitaine Henry H. Carlton - Batterie de Fraser (Géorgie) : Capitaine John C. Fraser - Batterie de McCarthy (Virginie) : Capitaine Edward S. McCarthy - Batterie de Manly (Caroline du Nord) : Capitaine Basil C. Manly |
| Division d'Anderson Major général Richard H. Anderson | Brigade de Wilcox Brigadier général Cadmus M. Wilcox                                               | - 8th Alabama : Colonel Young L. Royston (b), Lieutenant-colonel Hilary A. Herbert - 9th Alabama : Commandant Jeremiah H. J. Williams - 10th Alabama : Colonel William H. Forney (b) - 11th Alabama : Colonel John C. C. Sanders - 14th Alabama : Colonel Lucius Pinckard (b) |
| Division d'Anderson Major général Richard H. Anderson | Brigade de Wright Brigadier général Ambrose R. Wright                                              | - 3rd Georgia : Commandant John F. Jones (b), Capitaine Charles H. Andrews - 22nd Georgia : Lieutenant-colonel Joseph Wasden - 48th Georgia : Lieutenant-colonel Reuben W. Carswell - 2nd Georgia Battalion : Commandant George W. Ross |
| Division d'Anderson Major général Richard H. Anderson | Brigade de Mahone Brigadier général William Mahone                                                 | - 6th Virginia : Colonel George T. Rogers - 12th Virginia : Lieutenant-colonel Everard M. Feild - 16th Virginia : Lieutenant-colonel Richard O. Whitehead - 41st Virginia : Colonel William A. Parham - 61st Virginia : Colonel Virginius D. Groner |
| Division d'Anderson Major général Richard H. Anderson | Brigade de Posey Brigadier général Carnot Posey                                                    | - 12th Mississippi : Lieutenant-colonel Merry B. Harris (b), Commandant Samuel B. Thomas - 16th Mississippi : Colonel Samuel E. Baker - 19th Mississippi : Colonel Nathaniel H. Harris - 48th Mississippi : Colonel Joseph M. Jayne (b) |
| Division d'Anderson Major général Richard H. Anderson | Brigade de Perry Brigadier général Edward A. Perry                                                 | - 2nd Florida : Commandant Walter R. Moore (b) - 5th Florida : Commandant Benjamin F. Davis (b) - 8th Florida : Colonel David Lang |
| Division d'Anderson Major général Richard H. Anderson | Bataillon d'artillerie de Garnett Lieutenant-colonel John J. Garnett Commandant Robert A. Hardaway | - Batterie de Grandy (Virginie) : Capitaine Charles R. Grandy - Batterie de Lewis (Virginie) : Premier lieutenant Nathan Penick - Batterie de Maurin (Louisiane) : Capitaine Victor Maurin - Batterie de Moore (Virginie) : Capitaine Joseph D. Moore |
| Artillerie de réserve                                 | Bataillon d'Alexander Colonel E. Porter Alexander Commandant Frank Huger                           | - Batterie de Eubank (Virginie) : Premier lieutenant Osmond B. Taylor - Batterie de Jordan (Virginie) : Capitaine Tyler C. Jordan - Batterie de Moody (Louisiane) : Capitaine George V. Moody - Batterie de Parker (Virginie) : Capitaine William W. Parker - Batterie de Rhett (Caroline du Sud) : Capitaine A. Burnett Rhett - Batterie de Woolfolk (Virginie) : Capitaine Pichegru Woolfolk, Jr. |
| Artillerie de réserve                                 | Bataillon d'artillerie de Washington (Louisiane) Colonel James B. Walton                           | - Première compagnie : Capitaine Charles W. Squires (PDG), Premier lieutenant Charles H. C. Brown - Deuxième compagnie : Capitaine John B. Richardson - Troisième compagnie : Capitaine Merritt B. Miller - Quatrième compagnie : Capitaine Benjamin F. Eshleman |

### Deuxième corps
Lieutenant général Thomas J. Jackson (mb)
 Major général Ambrose P. Hill  (b)
 Brigadier général Robert E. Rodes
 Major général J.E. B. Stuart
Chef de l'artillerie :  Colonel Stapleton Crutchfield (b),  Colonel E. Porter Alexander,  Colonel J. Thompson Brun
| Division | Brigade | Régiments et autres |
| --- | --- | --- |
| Division légère d'A. P. Hill Major général Ambrose P. Hill Brigadier général Henry Heth (b) Brigadier général William D. Pender (b) Brigadier général James J. Archer | Brigade de Heth Brigadier général Henry Heth Colonel John M. Brockenbrough                                                                | - 40th Virginia : Colonel John M. Brockenbrough, Lieutenant-colonel Fleet W. Cox (b), Capitaine T. Edwin Betts - 47th Virginia : Colonel Robert M. Mayo - 55th Virginia : Colonel Francis Mallory (†), Lieutenant-colonel William S. Christian (b), Commandant Andrew D. Saunders (†), Premier lieutenant R. L. Williams, Commandant Evan Rice - 22nd Virginia Battalion : Lieutenant-colonel Edward P. Tayloe                                                        |
| Division légère d'A. P. Hill Major général Ambrose P. Hill Brigadier général Henry Heth (b) Brigadier général William D. Pender (b) Brigadier général James J. Archer | Brigade de Thomas Brigadier général Edward L. Thomas                                                                                      | - 14th Georgia : Colonel Robert W. Folsom - 35th Georgia : Capitaine John Duke - 45th Georgia : Lieutenant-colonel Washington L. Grice - 49th Georgia : Commandant Samuel T. Player |
| Division légère d'A. P. Hill Major général Ambrose P. Hill Brigadier général Henry Heth (b) Brigadier général William D. Pender (b) Brigadier général James J. Archer | Brigade de Lane Brigadier général James H. Lane                                                                                           | - 7th North Carolina : Colonel Edward G. Haywood (b), Lieutenant-colonel Junius L. Hill (†), Commandant William L. Davidson (b), Capitaine Nathan A. Pool - 18th North Carolina : Colonel Thomas J. Purdie (†), Lieutenant-colonel Forney George (b), Commandant John D. Barry - 28th North Carolina : Colonel Samuel D. Lowe - 33rd North Carolina : Colonel Clark M. Avery (b), Capitaine Joseph H. Saunders - 37th North Carolina : Colonel William M. Barbour (b) |
| Division légère d'A. P. Hill Major général Ambrose P. Hill Brigadier général Henry Heth (b) Brigadier général William D. Pender (b) Brigadier général James J. Archer | Brigade de McGowan Brigadier général Samuel McGowan (b) Colonel Oliver E. Edwards (mb) Colonel Abner M. Perrin Colonel Daniel H. Hamilton | - 1st South Carolina (armée provisoire) : Colonel Daniel H. Hamilton, Capitaine Washington P. Shooter - 1st South Carolina Rifles : Colonel James M. Perrin (mb), Lieutenant-colonel Francis E. Harrison - 12th South Carolina : Colonel John L. Miller - 13th South Carolina : Colonel Oliver E. Edwards, Lieutenant-colonel Benjamin T. Brockman - 14th South Carolina : Colonel Abner Perrin                                                                       |
| Division légère d'A. P. Hill Major général Ambrose P. Hill Brigadier général Henry Heth (b) Brigadier général William D. Pender (b) Brigadier général James J. Archer | Brigade d'Archer Brigadier général James J. Archer Colonel Birkett D. Fry                                                                 | - 13th Alabama : Colonel Birkett D. Fry - 5th Alabama Battalion : Capitaine S. D. Stewart (†), Capitaine A. N. Porter - 1st Tennessee (armée provisoire) : Lieutenant-colonel Newton J. George - 7th Tennessee : Lieutenant-colonel John A. Fite (b) - 14th Tennessee : Col William McComb (b), Capitaine R. C. Wilson |
| Division légère d'A. P. Hill Major général Ambrose P. Hill Brigadier général Henry Heth (b) Brigadier général William D. Pender (b) Brigadier général James J. Archer | Brigade de Pender Brigadier général William D. Pender                                                                                     | - 13th North Carolina : Colonel Alfred M. Scales (b), Lieutenant-colonel Joseph H. Hyman - 16th North Carolina : Colonel John S. McElroy (b), Lieutenant-colonel William A. Stowe (b) - 22nd North Carolina : Lieutenant-colonel Chris C. Cole (†), Commandant Laben Odell (†), Capitaine George A. Graves - 34th North Carolina : Colonel William L. J. Lowrance - 38th North Carolina : Lieutenant-colonel John Ashford                                             |
| Division légère d'A. P. Hill Major général Ambrose P. Hill Brigadier général Henry Heth (b) Brigadier général William D. Pender (b) Brigadier général James J. Archer | Bataillon d'artillerie de Walker Colonel R. Lindsay Walker Commandant William R. J. Pegram                                                | - Batterie de Brunson (Caroline du Sud) : Capitaine Ervin B. Brunson - Batterie de Crenshaw (Virginie) : Premier lieutenant John H. Chamberlayne - Batterie de Davidson (Virginie) : Capitaine Greenlee Davidson (mb), Premier lieutenant Thomas A. Brander - Batterie de McGraw (Virginie) : Premier lieutenant Joseph McGraw - Batterie de Marye (Virginie) : Capitaine Edward A. Marye                                                                             |
| Division de D. H. Hill Brigadier général Robert E. Rodes Brigadier général Stephen D. Ramseur                                                                         | Brigade de Rodes Colonel Edward A. O'Neal (b) Colonel Josephus M. Hall                                                                    | - 3rd Alabama : Capitaine Malachi F. Bonham - 5th Alabama : Colonel Josephus M. Hall, Lieutenant-colonel E. Lafayette Hobson (b), Capitaine William T. Renfro (mb), Capitaine Thomas M. Riley - 6th Alabama : Colonel James N. Lightfoot - 12th Alabama : Colonel Samuel B. Pickens - 26th Alabama : Lieutenant-colonel John S. Garvin (b), Premier lieutenant Miles J. Taylor                                                                                        |
| Division de D. H. Hill Brigadier général Robert E. Rodes Brigadier général Stephen D. Ramseur                                                                         | Brigade de Colquitt Brigadier général Alfred H. Colquitt                                                                                  | - 6th Georgia : Colonel John T. Lofton - 19th Georgia : Colonel Andrew J. Hutchins - 23rd Georgia : Colonel Emory F. Best - 27th Georgia : Colonel Charles T. Zachry - 28th Georgia : Colonel Tully Graybill |
| Division de D. H. Hill Brigadier général Robert E. Rodes Brigadier général Stephen D. Ramseur                                                                         | Brigade de Ramseur Brigadier général Stephen D. Ramseur (b) Colonel Francis M. Parker                                                     | - 2nd North Carolina : Colonel William Ruffin Cox (b) - 4th North Carolina : Colonel Bryan Grimes - 14th North Carolina : Colonel R. Tyler Bennett - 30th North Carolina : Colonel Francis M. Parker |
| Division de D. H. Hill Brigadier général Robert E. Rodes Brigadier général Stephen D. Ramseur                                                                         | Brigade de Doles Brigadier général George P. Doles                                                                                        | - 4th Georgia : Colonel Philip Cook (b), Lieutenant-colonel David R. E. Winn - 12th Georgia : Colonel Edward Willis - 21st Georgia : Colonel John T. Mercer - 44th Georgia : Colonel John B. Estes |
| Division de D. H. Hill Brigadier général Robert E. Rodes Brigadier général Stephen D. Ramseur                                                                         | Brigade d'Iverson Brigadier général Alfred Iverson, Jr.                                                                                   | - 5th North Carolina : Colonel Thomas M. Garrett (b), Lieutenant-colonel John W. Lea (b), Commandant William J. Hill (b), Capitaine Speight B. West - 12th North Carolina : Commandant David P. Rowe (mb), Lieutenant-colonel Robert D. Johnston - 20th North Carolina : Colonel Thomas F. Toon (b), Lieutenant-colonel Nelson Slough - 23rd North Carolina : Colonel Daniel H. Christie                                                                              |
| Division de D. H. Hill Brigadier général Robert E. Rodes Brigadier général Stephen D. Ramseur                                                                         | Bataillon d'artillerie de Carter Lieutenant-colonel Thomas H. Carter                                                                      | - Batterie de Reese (Alabama) : Capitaine William J. Reese - Batterie de Carter (Virginie) : Capitaine William P. Carter - Batterie de Fry (Virginie) : Capitaine Charles W. Fry - Batterie de Page (Virginie) : Capitaine Richard C. M. Page |
| Division d'Early Major général Jubal A. Early | Brigade de Gordon Brigadier général John B. Gordon                                                                                        | - 13th Georgia : Colonel James M. Smith - 26th Georgia : Colonel Edmund N. Atkinson - 31st Georgia : Colonel Clement A. Evans (b) - 38th Georgia : Colonel James D. Mathews - 60th Georgia : Colonel William H. Stiles - 61st Georgia : Colonel John H. Lamar |
| Division d'Early Major général Jubal A. Early | Brigade de Hoke Brigadier général Robert Hoke (b) Colonel Isaac E. Avery                                                                  | - 6th North Carolina : Colonel Isaac E. Avery, Commandant Samuel M. Tate - 21st North Carolina : Lieutenant-colonel William S. Rankin - 54th North Carolina : Colonel James C. S. McDowell (mb), Lieutenant-colonel Kenneth M. Murchison - 57th North Carolina : Colonel Archibald C. Godwin (b) - 1st Battalion North Carolina Sharpshooters : Commandant Rufus W. Wharton                                                                                           |
| Division d'Early Major général Jubal A. Early | Brigade de Smith Brigadier général William Smith                                                                                          | - 13th Virginia : Lieutenant-colonel James B. Terrill - 49th Virginia : Lieutenant-colonel Jonathan C. Gibson - 52nd Virginia : Colonel Michael G. Harman - 58th Virginia : Colonel Francis H. Board |
| Division d'Early Major général Jubal A. Early | Brigade deeHays Brigadier général Harry T. Hays                                                                                           | - 5th Louisiana : Colonel Henry Forno - 6th Louisiana : Colonel William Monaghan - 7th Louisiana : Colonel Davidson B. Penn (PDG) - 8th Louisiana : Colonel Trevanion D. Lewis (PDG) - 9th Louisiana : Colonel Leroy A. Stafford (PDG) |
| Division d'Early Major général Jubal A. Early | Bataillon d'artillerie d'Andrews Lieutenant-colonel Richard S. Andrews                                                                    | - Batterie de Brown (Maryland) : Capitaine William D. Brown - Batterie de Carpenter (Virginie) : Capitaine Joseph C. Carpenter - Batterie de Dement (Maryland) : Capitaine William F. Dement - Batterie de Raine (Virginie) : Capitaine Charles J. Raine |
| Division de Trimble Brigadier général Raleigh E. Colston | Brigade de Paxton Brigadier général Elisha F. Paxton (†) Colonel John H. S. Funk                                                          | - 2nd Virginia : Colonel John Q. A. Nadenbousch (b), Lieutenant-colonel Raleigh T. Colston - 4th Virginia : Commandant William Terry - 5th Virginia : Colonel John H. S. Funk, Lieutenant-colonel Hazael J. Williams - 27th Virginia : Colonel James K. Edmondson (b), Lieutenant-colonel Daniel M. Shriver - 33rd Virginia : Lieutenant-colonel Abraham Spengler |
| Division de Trimble Brigadier général Raleigh E. Colston | Brigade de Jones Brigadier général John R. Jones. Colonel Thomas S. Garnett (mb) Colonel Alexander S. Vandeventer                         | - 21st Virginia : Commandant John B. Moseley - 42nd Virginia : Lieutenant-colonel Robert W. Withers - 44th Virginia : Commandant Norvell Cobb (b), Capitaine Thomas R. Buckner - 48th Virginia : Colonel Thomas S. Garnett, Commandant Oscar White - 50th Virginia : Colonel Alexander S. Vandeventer, Commandant Lynville J. Perkins |
| Division de Trimble Brigadier général Raleigh E. Colston | Brigade de Colston Colonel E. T. H. Warren (b) Colonel Titus V. Williams (b) Lieutenant-colonel Hamilton A. Brown                         | - 1st North Carolina : Colonel John A. McDowell (b), Capitaine Jarrette N. Harrell (b), Capitaine Louis C. Latham - 3rd North Carolina : Lieutenant-colonel Stephen D. Thruston (b), Commandant William M. Parsley - 10th Virginia : Lieutenant-colonel Samuel T. Walker (†), Commandant Joshua Stover (mb), Capitaine A. H. Smals - 23rd Virginia : Lieutenant-colonel Simeon T. Walton - 37th Virginia : Colonel Titus V. Williams                                  |
| Division de Trimble Brigadier général Raleigh E. Colston | Brigade de Nicholls Brigadier général Francis T. Nicholls (b) Colonel Jesse M. Williams                                                   | - 1st Louisiana : Capitaine Edward D. Willett - 2nd Louisiana : Colonel Jesse M. Williams, Lieutenant-colonel Ross E. Burke - 10th Louisiana : Lieutenant-colonel John M. Legett (†), Capitaine Auguste Perrodin - 14th Louisiana : Lieutenant-colonel David Zable - 15th Louisiana : Capitaine William C. Michie |
| Division de Trimble Brigadier général Raleigh E. Colston | Bataillon d'artillerie de Jones Lieutenant-colonel Hilary P. Jones                                                                        | - Batterie de Carrington (Virginie) : Capitaine James McD. Carrington - Batterie de Garber (Virginie) : Premier lieutenant Alexander H. Fultz - Batterie de Latimer (Virginie) : Capitaine William A. Tanner - Batterie de Thompson (Louisiane) : Capitaine Charles Thompson |
| Artillerie de réserve | Bataillon de Brown Colonel J. Thompson Brown Capitaine David Watson Capitaine Willis J. Dance                                             | - Batterie de Brooke (Virginie) : Capitaine James V. Brooke - Batterie de Dance (Virginie) : Capitaine Willis J. Dance - Batterie de Graham (Virginie) : Capitaine Archibald Graham - Batterie de Hupp (Virginie) : Capitaine Abraham Hupp - Batterie de Smith (Virginie) : Capitaine Benjamin H. Smith, Jr. - Batterie de Watson (Virginie) : Capitaine David Watson                                                                                                 |
| Artillerie de réserve | Bataillon de McIntosh Commandant David G. McIntosh                                                                                        | - Batterie de Hurt (Alabama) : Capitaine William P. Hurt - Batterie de Johnson (Virginie) : Capitaine Marmaduke Johnson - Batterie de Lusk (Virginie) : Capitaine John A. M. Lusk - Batterie de Wooding (Virginie) : Capitaine George W. Wooding |

### Artillerie de réserve de l'armée
| Division                                                                | Bataillons                                            | Batteries |
| ----------------------------------------------------------------------- | ----------------------------------------------------- | --- |
| Artillerie de réserve de l'armée Brigadier général William N. Pendleton | Bataillon de Cutt Lieutenant-colonel Allen S. Cutts   | - Batterie de Ross (Géorgie) : Capitaine Hugh M. Ross - Batterie de Patterson (Géorgie) : Capitaine George M. Patterson                                                                           |
| Artillerie de réserve de l'armée Brigadier général William N. Pendleton | Bataillon de Nelson Lieutenant-colonel William Nelson | - Batterie de Kirkpatrick (Virginie) : Capitaine Thomas J. Kirkpatrick - Batterie de Massie (Virginie) : Capitaine John L. Massie - Batterie de Milledge (Géorgie) : Capitaine John Milledge, Jr. |

### Cavalerie
| Division                                         | Brigade                                                          | Régiments et autres |
| ------------------------------------------------ | ---------------------------------------------------------------- | --- |
| Division de Stuart Major général J. E. B. Stuart | Brigade de Fitzhugh Lee Brigadier général Fitzhugh Lee           | - 1st Virginia : Colonel James H. Drake - 2nd Virginia : Colonel Thomas T. Munford - 3rd Virginia: Colonel Thomas H. Owen - 4th Virginia : Colonel Williams C. Wickham |
| Division de Stuart Major général J. E. B. Stuart | Brigade de William H. F. Lee Brigadier général William H. F. Lee | - 2nd North Carolina : Lieutenant-colonel William H. F. Payne - 5th Virginia : Colonel Thomas L. Rosser - 9th Virginia : Colonel Richard L. T. Beale - 10th Virginia : Colonel J. Lucius Davis - 13th Virginia : Colonel John R. Chambliss, Jr. - 15th Virginia : Lieutenant-colonel John Critcher |
| Division de Stuart Major général J. E. B. Stuart | Artillerie montée Commandant Robert F. Beckham                   | - Batterie de Moorman (Virginie) : Capitaine Marcellus N. Moorman - Batterie de Breathed (Virginie) : Capitaine James Breathed - Batterie de McGregor (Virginie) : Capitaine William M. McGregor - Batterie de Hart (Caroline du Sud) : Capitaine James F. Hart                                    |